# Geldkurs
Der Geldkurs (englisch bid rate) ist im Finanzwesen ein Börsenkurs und Kurszusatz mit dem Hinweis, dass Nachfrage nach einem Handelsobjekt besteht, der aber kein entsprechendes Angebot gegenübersteht. Pendant ist der Briefkurs.

## Allgemeines
Der Geldkurs (Abkürzung „G“) ist ein Börsenkurs, den ein Käufer maximal bereit ist, für ein bestimmtes Wertpapier (Aktie, Anleihe) gegen Geld zu bezahlen. „Geld“ bedeutet, dass der Käufer Geld zur Zahlung bereithält. Mangels Angebot zu diesem Geldkurs kommt kein Börsenumsatz zustande. Weitere Handelsobjekte mit Geld- und Briefkurs sind insbesondere Devisen, Edelmetalle (auch Sammlermünzen) und Sorten.   

## Arten
Unterschiedliche Anwendung findet der Geldkurs im Wertpapierhandel an der Wertpapierbörse und bei den übrigen Handelsobjekten. Die von Kreditinstituten gehandelten Devisen, Edelmetalle (auch Sammlermünzen) oder Sorten haben sowohl Geld- als auch Briefkurse und können jederzeit von Bankkunden zum Briefkurs gekauft oder zum Geldkurs verkauft werden. Nur bei börsengehandelten Wertpapieren steht dem Geldkurs kein entsprechendes Angebot gegenüber:
- Der klassische Kurszusatz G bedeutet, dass für dieses Wertpapier zwar Nachfrage vorhanden war, jedoch zum gebotenen Kurs keine derartigen Wertpapiere angeboten wurden;

- Der klassische Kurszusatz bG bedeutet, dass bei diesem Wertpapier zwar Umsätze getätigt wurden, aber zum gebotenen Kurs immer noch mehr Nachfrage als Angebot vorhanden war.
- Der Kurszusatz ebG bedeutet, dass bei diesem Wertpapier zwar Umsätze getätigt wurden, aber zum gebotenen Kurs immer noch bedeutend mehr Nachfrage als Angebot vorhanden war.[5]

Die (klassischen) Kurszusätze wurden im Mai 2011 an der Frankfurter Börse bei der Umstellung auf die Xetra-Technologie abgeschafft.

## Inhalt
In Höhe des Geldkurses ist an der Wertpapierbörse kein Börsenumsatz zustande gekommen, denn vorhandene Verkaufsorders waren höher limitiert als der Geldkurs. Dieser weist darauf hin, dass keine Market Maker zur Kurspflege vorhanden sind. 
Geld- und Briefkurse gibt es bei Kassa- und Termingeschäften. Verkauft ein Bankkunde an ein Kreditinstitut Devisen mit einem Kassageschäft, so berechnet ihm die Bank den Devisenkassa-Geldkurs. Der Geldkurs ist bei der Mengennotierung von Devisen und Sorten jener Wechselkurs, zu dem Kreditinstitute Devisen und Sorten ankaufen.
Im Interbankenhandel – insbesondere im Devisenhandel – ist es üblich, dem Kontrahenten Geld- und Briefkurse zu „stellen“, damit sich dieser für den Kauf oder Verkauf eines Handelsobjektes entscheiden kann. Der bei einem Kauf gebildete Erwartungswert über den künftigen Kurswert eines Handelsobjekts {\displaystyle v_{a}(x,x)} ist stets um einen von der Anzahl der Händler abhängigen Aufpreis in Höhe von {\displaystyle {\frac {\text{n-1}}{\text{2n}}}} höher als der bei einer vorliegenden Verkauf gebildete Erwartungswert {\displaystyle v_{b}(x,x)}; es gilt:
{\displaystyle v_{a}(x,x)-b_{b}(x,x)={\frac {\text{n-1}}{\text{2n}}}>0}.
Jeder Händler berücksichtigt bei der Verwendung von {\displaystyle v_{b}(x,x)}, dass er den höchsten Informationsgrad haben muss, um den höchsten Geldkurs zu stellen.

## Wirtschaftliche Aspekte
Der Geldkurs {\displaystyle G} ist stets niedriger als der Briefkurs {\displaystyle B}, die Differenz zwischen beiden heißt Kursspanne (oder Geld-Brief-Spanne; {\displaystyle S}):  
{\displaystyle S=B-G}.
Die Kursspanne ist der Gewinn, den Börse, Broker, Händler, Kreditinstitute oder Market Maker beim Handel erwirtschaften. Die Höhe der Kursspanne ist ein Maßstab für die Markteffizienz, denn je kleiner die Spanne ist, umso höher ist die Marktliquidität. Zwischen Geld- und Briefkurs liegt als arithmetisches Mittel der Mittelkurs.
Die Nennung von Geld- und Briefkursen erfolgt stets in derselben Reihenfolge; zunächst wird der Ankaufskurs (Geldkurs) und dann der höhere Verkaufskurs (Briefkurs) genannt.
Bei der Bilanzierung beim Bankkunden wird die Veräußerung zum Geldkurs als Umsatzerlös oder Ertrag verbucht und die Anschaffung zum Briefkurs als Anschaffungskosten bilanziert.